# 普尼塔基

普尼塔基（西班牙語：Punitaqui），是智利的城鎮，位於該國中部科金博大區的利馬里省，面積1,339.3平方公里，海拔高度450米，始建於1785年，2012年人口10,418人，人口密度每平方公里7.8人。
30°54′S 71°16′W / 30.900°S 71.267°W